# Tiszakeszi
Tiszakeszi là một thị trấn thuộc hạt Borsod-Abaúj-Zemplén, Hungary. Thị trấn này có diện tích 46,18 km², dân số năm 2010 là 2479 người, mật độ 54 người/km².